# Momordica balsamina
Momordica balsamina es una planta anual trepadora nativa de las regiones tropicales de África, introducida e invasiva en Asia, Australia, América Central y México Tiene color amarillo pálido, con flores profundamente veteadas y redondas, algo verrugosas, y frutas de color naranja brillante. Cuando están maduros, los frutos estallan, revelando numerosas semillas cubiertas con una capa escarlata brillante, muy pegajosa. Fue introducida en Europa por 1568 y se utiliza con fines medicinales para tratar heridas. En 1810, Thomas Jefferson plantó esta vid en sus fronteras de flores en Monticello con espuela de caballero, amapolas, y la nuez moscada.

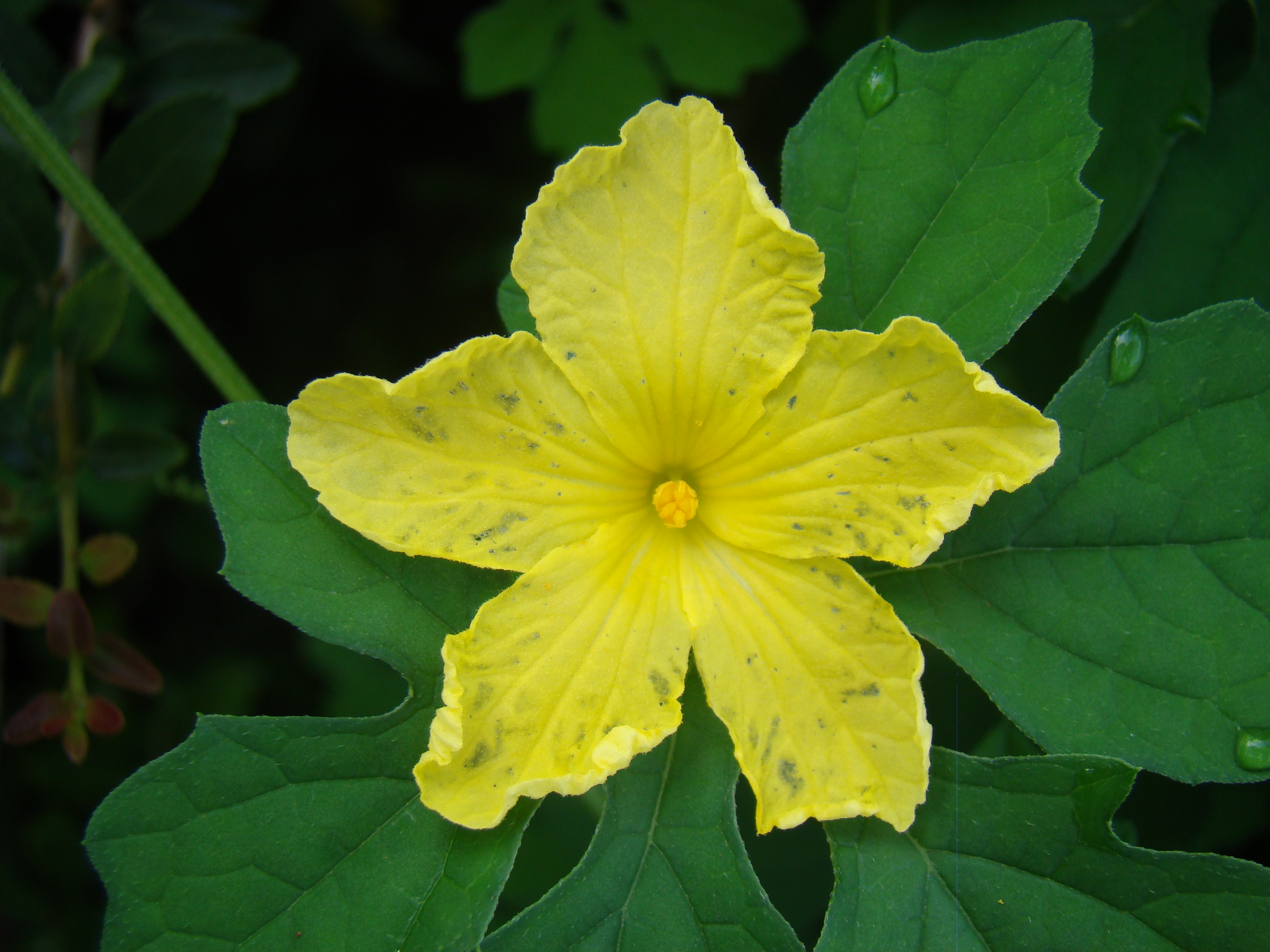
Detalle de la flor

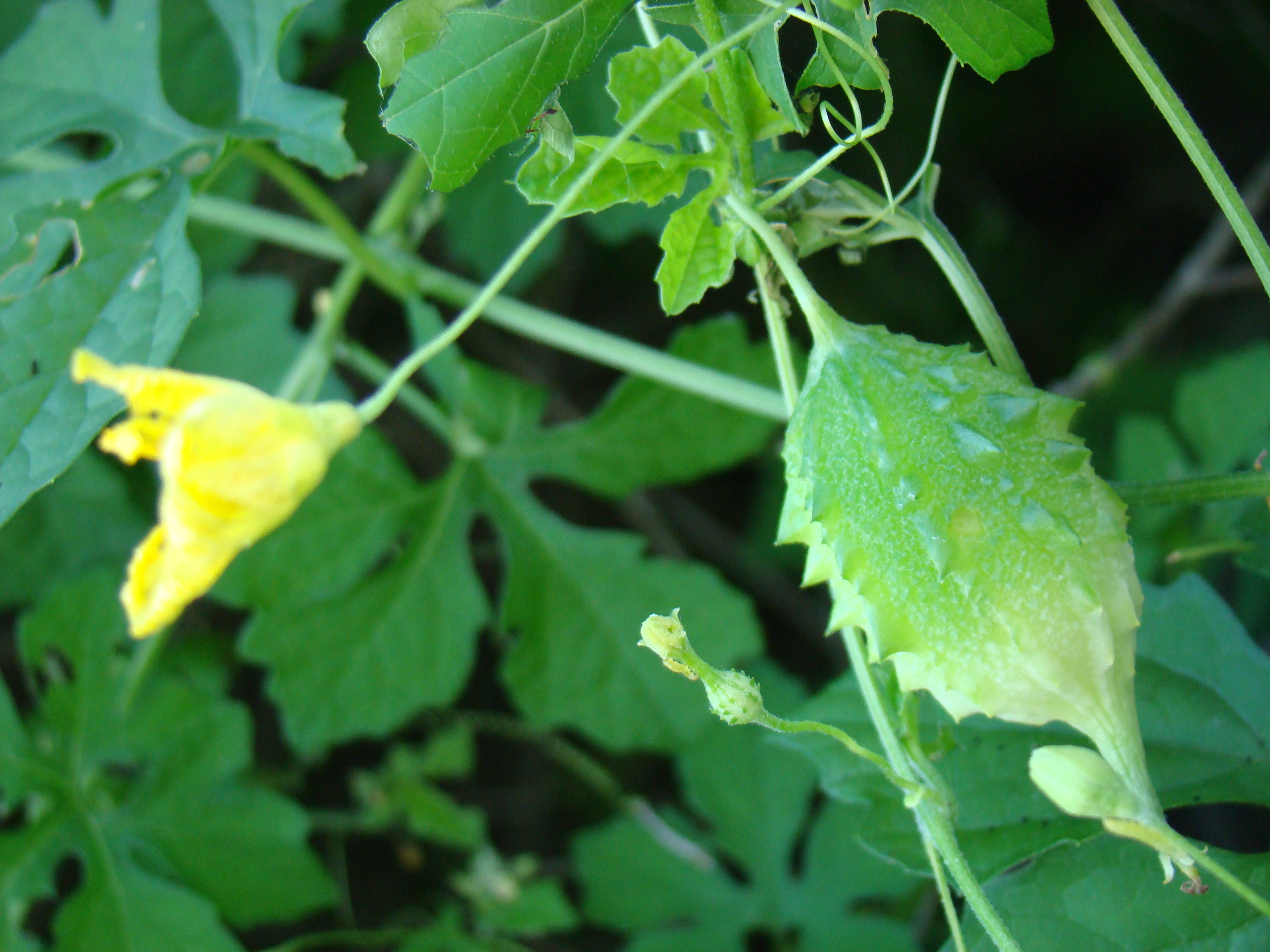
Detalle de la hoja

## Descripción
Es una planta trepadora anual ramificada glabra, con zarcillos y monoica. Tallos pubescentes a glabrescentes. Hojas orbiculares, de 1.5-5.0 (-12.0) cm de largo y ancho, cordadas, glabras o escasamente peludas, de 3 a 5 lóbulos, lóbulos medio ampliamente ovado o romboidal -ovado, sinuoso-dentado o lobulado agudo. Pecíolo con 1-3 cm de largo, pubescente. Flores amarillas, de 2.5-3.0 cm de diámetro, pediceladas. Las flores masculinas solitarias, de 1,5 (-7) cm de largo pedúnculo, teniendo cerca de la punta de sésiles brácteas, ampliamente ovado-cordadas, subglabras, dentadas, flores femeninas de 5-15 mm de largo. Tubo del cáliz de 5-6 mm de largo, pubescente, lóbulos ovales, acuminados, 3-3.5 mm de ancho. Corola poco zigomorfa, marrón en la base, lóbulos amarillos, obovadas, largas 10-15 mm, 8-10 (-12) mm de ancho. Fruto ampliamente ovoide, estrechado en los extremos, 2-7 cm de largo, 1-2.5 cm de ancho, de color rojo anaranjado, tuberculado. Semillas elíptico-ovadas, 1-1.2 cm de largo, 6-7 mm de ancha.
La corteza externa y las semillas de los frutos son venenosos.

## Taxonomía
Momordica balsamina fue descrita por Carlos Linneo y publicado en Species Plantarum 2: 1009. 1753.
Sinonimia
- Momordica involucrata E. Meyer ex Sonder
- Momordica schinzii Cogn. ex Schinz
- Nevrosperma cuspidata Raf.[3]

## Nombres comunes
- balsamina, amargoso de Filipinas, cundeamor de Cuba.[4]